# Ciclo estral
O ciclo estral é a série de mudanças fisiológicas recorrentes que são induzidas por hormônios reprodutivos na maioria das fêmeas mamíferas therianas. Os ciclos estrais se iniciam após a maturidade sexual em fêmeas e são interrompidos por fases anestrais ou pela gravidez. Normalmente, os ciclos estrais continuam até a morte. Alguns animais podem apresentar secreção vaginal com sangue, muitas vezes confundida com a menstruação.

## Diferenças com o ciclo menstrual
Os mamíferos compartilham o mesmo sistema reprodutivo, incluindo o sistema regulador hipotalâmico que produz hormônio liberador de gonadotrofina, a glândula pituitária que secreta os hormônios FSH e LH, e o próprio ovário que libera hormônios sexuais, incluindo estrogênio e progesterona. Os animais que têm ciclos estrais reabsorvem o endométrio se a concepção não ocorrer durante o ciclo. Animais que têm ciclo menstrual eliminam o endométrio por meio da menstruação. O ciclo estral estende-se de uma ovulação a outra, enquanto o menstrual delimita-se entre uma menstruação e outra. O sangramento característico que ocorre no ciclo estral é decorrente do aumento de estrógeno e acontece no proestro; já no ciclo menstrual, o sangramento dá-se pela diminuição das concentrações de estrógeno e progesterona que ocorrem durante a luteólise. Outra diferença é no comportamento sexual. Em espécies com ciclos estrais, as fêmeas geralmente são sexualmente ativas apenas durante o período do ciclo (durante o cio), que coincide com a ovulação; em espécies que apresentam ciclo menstrual, a relação sexual não está restrita ao período de ovulação.
Os humanos têm ciclos menstruais, no lugar de ciclos estrais. Ao contrário da maioria das espécies, humanos não apresentam sinais externos óbvios para sinalizar a receptividade estral na ovulação (ou seja, a capacidade de engravidar). Existem, no entanto, sinais sutis aos quais os homens podem responder favoravelmente, incluindo mudanças no cheiro de uma mulher e aparência facial. Algumas pesquisas também sugerem que as mulheres tendem a ter mais pensamentos sexuais e são mais propensas à atividade sexual logo antes da ovulação. Animais com ciclo estral frequentemente apresentam manifestações externas inconfundíveis de receptividade, variando de genitais ingurgitados e coloridos a mudanças comportamentais, como chamadas de acasalamento.

## Fases do ciclo
O ciclo estral pode ser dividido em quatro fases distintas:

### Pró-estro
O período de pró-estro ou proestro, é caracterizado pelo declínio nos níveis de progesterona, pelo desenvolvimento folicular e pelo aumento dos níveis de estradiol no sangue. Um ou vários folículos começam a crescer. Seu número é específico da espécie. Normalmente, essa fase pode durar apenas um dia ou até três semanas, dependendo da espécie. Sob a influência do estrogênio, o revestimento do útero (endométrio) começa a se desenvolver. Alguns animais podem apresentar secreções vaginais com presença de sangue. A fêmea ainda não é sexualmente receptiva; o corpus luteum degenera; o útero e a vagina se distendem e se enchem de fluido, tornam-se contráteis e secretam um fluido sanguíneo; o epitélio vaginal prolifera e a citologia vaginal mostra um grande número de células epiteliais nucleadas não cornificadas.

### Estro
Durante o período de estro, há uma mudança de comportamento: a fêmea fica sexualmente receptiva (no cio). Controlados pelos hormônios gonadotróficos, os folículos ovarianos amadurecem e as secreções de estrogênio exercem sua maior influência, não apenas tornando a fêmea mais receptiva, mas também gerando mudanças fisiológicas; por exemplo, o cérvix se torna relaxado e, em algumas espécies, os lábios vaginais ficam avermelhados. Em outras, a ovulação pode ocorrer espontaneamente. Um outro traço sinalizador do estro, especialmente entre quadrúpedes, é a lordose, no qual a fêmea eleva espontaneamente seus traseiros.

### Metaestro ou diestro
A fase é caracterizada pela atividade do corpo lúteo, que produz progesterona. Os sinais da estimulação por estrogênio diminuem e o corpo lúteo começa a se formar. O revestimento uterino começa a aparecer. Na ausência de gravidez, a fase de diestro termina com a regressão fisiológica do corpo lúteo. O revestimento do útero não é removido, mas é reorganizado para o próximo ciclo.

### Anestro
Após o metaestro, segue-se um período estacionário de tempo variável, que antecede o próximo pró-estro. Este é tipicamente um evento sazonal e controlado pela exposição à luz através da glândula pineal, que libera melatonina. Em espécies consideradas de dias curtos, como os ovinos e caprinos, a melatonina estimula a secreção do hormônio liberador de gonadotrofinas (GnRH), já em espécies consideradas de dias longos, a melatonina inibe a secreção de GnRH.  A melatonina controla parcialmente a regulação dos pulsos de GnRH, consequentemente alterando a função de órgãos reprodutivos.
O anestro pode ser induzido pela época do ano, gravidez, lactação, doenças significativas, déficit energético crônico e, possivelmente, idade. A exposição crônica a esteroides anabolizantes também pode induzir um anestro persistente, devido ao feedback negativo no eixo hipotálamo-hipófise-gonadal.
Após o término (ou aborto) de uma gravidez, algumas espécies apresentam estro pós-parto, que é a ovulação e a produção de corpo lúteo que ocorre imediatamente após o nascimento do filhote. Por exemplo, o rato tem um estro pós-parto fértil que ocorre 14 a 24 horas após o parto.

## Variabilidade do ciclo
A variabilidade do ciclo estral difere entre as espécies, mas os ciclos são normalmente mais frequentes em animais menores. Mesmo dentro das espécies, pode-se observar uma variabilidade significativa, portanto, gatos podem sofrer um ciclo estral de 3 a 7 semanas. A domesticação pode afetar o ciclo estral devido a mudanças no ambiente.

## Frequência
Algumas espécies são poliestras, o que significa que podem entrar no cio várias vezes por ano. Animais que têm mais de um ciclo estral durante uma época específica do ano podem ser divididos em reprodutores de dia curto e de dia longo:
- Animais de dias curtos são sexualmente ativos no outono ou inverno (quando os dias são mais curtos).
- Animais de dias longos são sexualmente ativos na primavera e no verão (quando os dias são mais longos).

As espécies que entram no cio duas vezes por ano, como os caninos, são diestras. As lebres e os coelhos são classificados como ovuladores induzidos, pois a ovulação ocorre com o ato do acasalamento. Os gatos, musaranhos e camelídeos também são ovuladores induzidos.
De modo geral, o momento do estro é coordenado com a disponibilidade sazonal de alimentos e outras circunstâncias, como migração, predação etc., com o objetivo de maximizar as chances de sobrevivência da prole. Algumas espécies são capazes de modificar seu comportamento estral em resposta a condições externas.

## Espécies específicas

### Gatos
A gata no cio tem um estro de 14 a 21 dias e geralmente é caracterizada como ovuladora induzida, pois o coito induz a ovulação. No entanto, vários incidentes de ovulação espontânea foram documentados no gato doméstico e em várias espécies não domésticas. Sem ovulação, ela pode entrar em inter-estro, que são os estágios combinados de diestro e anestro, antes de entrar novamente no estro. Com a indução da ovulação, a fêmea engravida ou passa pela fase lútea, também conhecida como pseudogravidez. Os gatos são poliestros, mas experimentam um anestro sazonal no outono e no final do inverno.

### Cachorros
Uma cadela é geralmente diestra (geralmente entra no cio duas vezes por ano), embora algumas raças normalmente tenham um ou três ciclos por ano. O proestro é relativamente longo, em 5 a 9 dias, enquanto o estro pode durar de 4 a 13 dias, com um diestro de 60 dias seguido por cerca de 90 a 150 dias de anestro. As cadelas sangram durante o estro, que geralmente dura de 7 a 13 dias, dependendo do tamanho e da maturidade da cadela. A ovulação ocorre 24-48 horas após o pico do hormônio luteinizante, que ocorre por volta do quarto dia do estro; portanto, esta é a melhor época para começar a criar. O sangramento de pró-estro em cães é comum e acredita-se que seja causado por diapedese de glóbulos vermelhos dos vasos sanguíneos devido ao aumento do hormônio estradiol-17β.

### Cavalos
Uma égua pode estar no cio por 4 a 10 dias, seguidos por aproximadamente 14 dias em diestro. Assim, um ciclo pode ser curto, totalizando aproximadamente 3 semanas. Os cavalos acasalam na primavera e no verão; o outono é uma época de transição e o anestro ocorre durante o inverno.

### Ratos
Os ratos normalmente têm ciclos rápidos de 4 a 5 dias. Embora ovulem espontaneamente, não desenvolvem um corpo lúteo totalmente funcional a menos que recebam estimulação coital. O acasalamento fértil leva à gravidez dessa maneira, mas o acasalamento infértil leva a um estado de pseudogravidez que dura cerca de 10 dias. Ratos e hamsters têm comportamento semelhante. Os eventos do ciclo são fortemente influenciados pela periodicidade da iluminação.
Um conjunto de folículos começa a se desenvolver próximo ao final do proestro e cresce a uma taxa quase constante até o início do estro subsequente, quando as taxas de crescimento aceleram oito vezes. A ovulação ocorre cerca de 109 horas após o início do crescimento do folículo.
O pico de estrogênio é por volta das 11 horas da manhã no dia do proestro. Entre essa hora e a meia-noite, há um pico de progesterona, hormônio luteinizante e hormônio folículo-estimulante, e a ovulação ocorre por volta das 4 da manhã do próximo dia de estro. No dia seguinte, metaestro, é denominado diestro precoce ou diestro I. Durante este dia, o corpo lúteo cresce até um volume máximo, alcançado em 24 horas após a ovulação. O corpo lúteo permanece nesse tamanho por três dias, diminui de tamanho antes do metaestro do próximo ciclo e encolhe abruptamente antes do estro do ciclo posterior. Assim, os ovários de ratos cíclicos contêm três conjuntos diferentes de corpos lúteos em diferentes fases de desenvolvimento.

### Chimpanzé
O ciclo estral das Chimpanzés dura, em média 34 dias, e envolve o inchaço da vulva, que pode chegar ao tamanho de uma bola de futebol, o período de maior inchaço dura 12 dias, a ovulação acontece geralmente nos últimos 6 dias do inchaço. O ciclo pode acontecer em qualquer época do ano. Durante o período, a fêmea pode copular com diferentes machos, entretanto, durante a ovulação, apenas machos dominantes copulam com a fêmea.

### Bonobos
O Ciclo Estral das fêmeas Bonobos dura em média 31-51 dias. A máxima fase de inchaço da vulva marca o período de ovulação, com algumas variações. Foram analisados Bonobos tanto na natureza quanto em cativeiros para a conclusão desse período do ciclo estral.
O inchaço máximo da Vulva dura cerca de 13 dias. Esse inchaço pode atingir o tamanho de uma bola de futebol. Um detalhe importante sobre o Ciclo Estral de Bonobos é que a fêmea Bonoba não precisa estar no cio durante o momento da copulação, diferentemente da fêmea chimpanzé.
A atividade sexual dos Bonobos acontece muito além do Período Estral. Além disso, Bonobos macho e fêmea realizam atividades sexuais sem fim reprodutivo, como relações homossexuais. O sexo, para eles, é uma atividade socialmente importante para o grupo por estreitar laços. Por isso, o estilo de vida dos Bonobos suscita debates acerca da similaridade com a forma com que seres humanos lidam com a sexualidade. 
Um estudo realizado em 2019, concluiu que a prática de sexo homossexual entre fêmeas  Bonobos é uma forma delas aprofundarem as relações e manterem um bem-estar na comunidade, e representa cerca de 60% das relações sexuais de um grupo. 

### Orangotangos
O ciclo estral em Orangotangos dura entre 24 - 32 dias e, diferentemente dos outros grandes primatas, não há inchaço nem indicadores visíveis da ovulação, ocorre, geralmente, nos períodos de maior disponibilidade de frutas.

### Outros
Frequências de estro de alguns outros mamíferos:
- Ovinos: 18 dias
- Bovinos: 21 dias
- Porcos: 21 dias
- Caprinos: 21 dias
- Coelhos: variável
- Burros: 13 a 31 dias (média 23)
- Elefantes: 16 semanas
- Lobos: 9 dias
- Gorilas: 28 dias